# Homalium polystachyum
Espèce
Synonymes
- Blackwellia polystachya Vieill.[2]

Statut de conservation UICN

 CR A4c : 
En danger critique
Homalium polystachyum est une espèce de plantes à fleurs du genre Homalium de la famille des Salicaceae endémique de Nouvelle-Calédonie.